# Islamska Organizacja Misji Afganistanu
Islamska Organizacja Misji Afganistanu (paszto ‏د اسلامي دعوت تنظيم افغانستان‎, pers. ‏تنظیم دعوت اسلامی افغانستان‎) – afgańska islamistyczna partia polityczna, założona na początku lat 80. XX wieku jako Islamski Związek Wyzwolenia Afganistanu (pers. ‏اتحاد اسلامی برای آزادی افغانستان‎).
Przewodniczącym partii jest Abdul Rasul Sajjaf.

## Historia
W latach 80. XX wieku planowano nawiązanie koalicji z Ruchem Rewolucji Islamskiej Afganistanu, do czego ostatecznie nie doszło. Podczas radzieckiej interwencji w Afganistanie Islamski Związek Wyzwolenia Afganistanu był wspierany finansowo przez saudyjskich wahhabitów oraz Organizację Współpracy Islamskiej.
Islamski Związek Wyzwolenia Afganistanu należał do Sojuszu Północnego. W latach 1992–1993 siedziba organizacji mieściła się w Paghmanie. W lutym 1993 siły organizacji wraz z siłami prezydenta Burhanuddina Rabbaniego dokonały zbrodni na ponad 700 Hazarach w Afszarze.
Wielu członków organizacji w okresie od 2002 do połowy 2005 roku pracowało w Ministerstwie Obrony, Ministerstwie Spraw Wewnętrznych, Sądzie Najwyższym oraz sądach niższej instancji. 25 kwietnia 2005 roku Islamski Związek Wyzwolenia Afganistanu przekształcił się w Islamską Organizację Misji Afganistanu, rejestrując ją w Ministerstwie Sprawiedliwości jako partię polityczną.

## Poparcie w wyborach

### Wybory prezydenckie
| Wybory | Kandydat           | I tura  | I tura    | I tura |
| Wybory | Kandydat           | Głosów  | %         |        |
| ------ | ------------------ | ------- | --------- | ------ |
| 2014   | Abdul Rasul Sajjaf | 465 207 | 7,04 (4.) |        |

### Wybory parlamentarne
| Wybory | Mandaty do Izby Ludowej | +/− |
| ------ | ----------------------- | --- |
| 2005   | 9/249                   | –   |
| 2010   | 4/249                   | 5   |
| 2018   | 0/249                   | 4   |